# Richard Møller Nielsen
Pour les articles homonymes, voir Nielsen.
Richard Møller Nielsen est un footballeur international puis entraîneur danois, né le 19 août 1937 à Ubberud (en) et mort le 13 février 2014 à Odense,,.

## Biographie
Surnommé Ricardo, il fait la totalité de sa carrière au sein du club d'Odense BK et compte deux sélections en équipe du Danemark. Il est le sélectionneur de l'équipe nationale entre 1990 et 1996. Il a conduit les Danois à la victoire dans l'Euro 1992, après une victoire 2-0 en finale contre l'Allemagne. Il a ensuite dirigé les sélections finlandaise et israélienne.

## Carrière

### En tant que joueur
- Odense Boldklub

### En tant qu'entraîneur
- 1962-1963 :  Brobyværk IF
- 1964-1967 :  Odense Boldklub
- 1968-1969 :  Esbjerg fB
- 1969-1974 :  Svendborg fB
- 1974-1975 :  B 1909 Odense
- 1975-1985 :  Odense Boldklub
- 1978-1989 :  Danemark Espoirs
- 1987-1990 :  Danemark (assistant)
- 1990-1996 :  Danemark
- 1996-1999 :  Finlande
- 1999-2002 :  Israël
- 2003 :  Kolding FC